# ياسين إسماعيل ياسين
ياسين إسماعيل ياسين (21 مارس 1949 - 3 مارس 2008)، هو مخرج مصري. وهو ابن الممثل الكوميدي إسماعيل ياسين.
التحق بمعهد السينما بالقاهرة لكنه لم يكمل الدراسة به واتجه إلى التأليف الدرامي في السبعينات قبل أن يخرج أول أفلامه (اللعبة) عام 1978.
وشارك ياسين بالتمثيل مرة واحدة في طفولته في فيلم إسماعيل يس بوليس حربي عام 1958 بطولة أبيه إسماعيل ياسين وأيضا (عام 1971) فيلم بعنوان (نصف مليون جنيه) وهو اخر عمل فنى كامل للفنان إسماعيل ياسين حيث انة لم يكمل فيلم(الرغبة والضياع)عام 1972 لوفاتة
وكتب السيناريو والحوار لعشرين فيلما أخرجها ومعظمها ذو طابع بوليسي ومنها (امرأة بلا قلب) (بذور الشيطان) و(الشيطان يغني) و(تحت التهديد) و(المنتقمون) و(القناص) و(أخي وصديقي سأقتلك (فيلم)) و(عاد لينتقم (فيلم)) و(جريمة إلا ربع) و(حلقة الرعب (فيلم)) و(الرجل الشرس (فيلم))و(المكالمة القاتله (فيلم)) إضافة إلى أعمال تلفزيونية منها مسلسل (عيون تائهة) وسهرة عنوانها (بين أحضان إبليس) ومسلسل (دوائر الشك).

## مسلسل إسماعيل ياسين
انشغل ياسين قبل أكثر من عام من وفاته بـ (مسلسل أبو ضحكة جنان) عن حياة أبيه الذي شارك في مئات الافلام بعضها حمل اسمه ويقول نقاد ان بعضها ما زال مجهولا وكان قد رشح لبطولته الفنان أشرف عبد الباقي وعرض المسلسل في شهر رمضان عام 2009

## وفاته
في 3 مارس 2008 ودع أهل الفن والسينمائيون المخرج الراحل ياسين إسماعيل ياسين عن عمر يناهز 59 سنة بعد أن وافته المنية منهيًا رحلته مع مرض السرطان التي استمرت لسنوات وحالت بينه وبين تحقيق آخر أحلامه بعمل مسلسل عن والده. وقد تم تشييع جنازته عقب صلاة العصر من مسجد السيدة نفيسة بالقاهرة.